# Dryoathyrium jinfoshanenense
Dryoathyrium jinfoshanenense là một loài dương xỉ trong họ Athyriaceae. Loài này được Ching & Z.Y.Liu mô tả khoa học đầu tiên năm 1983.
Danh pháp khoa học của loài này chưa được làm sáng tỏ. 